# Tapakis
Tapakis is een bestuurslaag in het regentschap Padang Pariaman van de provincie West-Sumatra, Indonesië. Tapakis telt 4939 inwoners (volkstelling 2010).